# Ardisia divergens
Ardisia divergens là một loài thực vật có hoa trong họ Anh thảo. Loài này được Roxb. mô tả khoa học đầu tiên năm 1824.